# Luleälven
 (mars 2015).
Si vous disposez d'ouvrages ou d'articles de référence ou si vous connaissez des sites web de qualité traitant du thème abordé ici, merci de compléter l'article en donnant les références utiles à sa vérifiabilité et en les liant à la section « Notes et références ».
Luleälven est un fleuve du nord de la Suède, un des plus longs du pays.

## Géographie

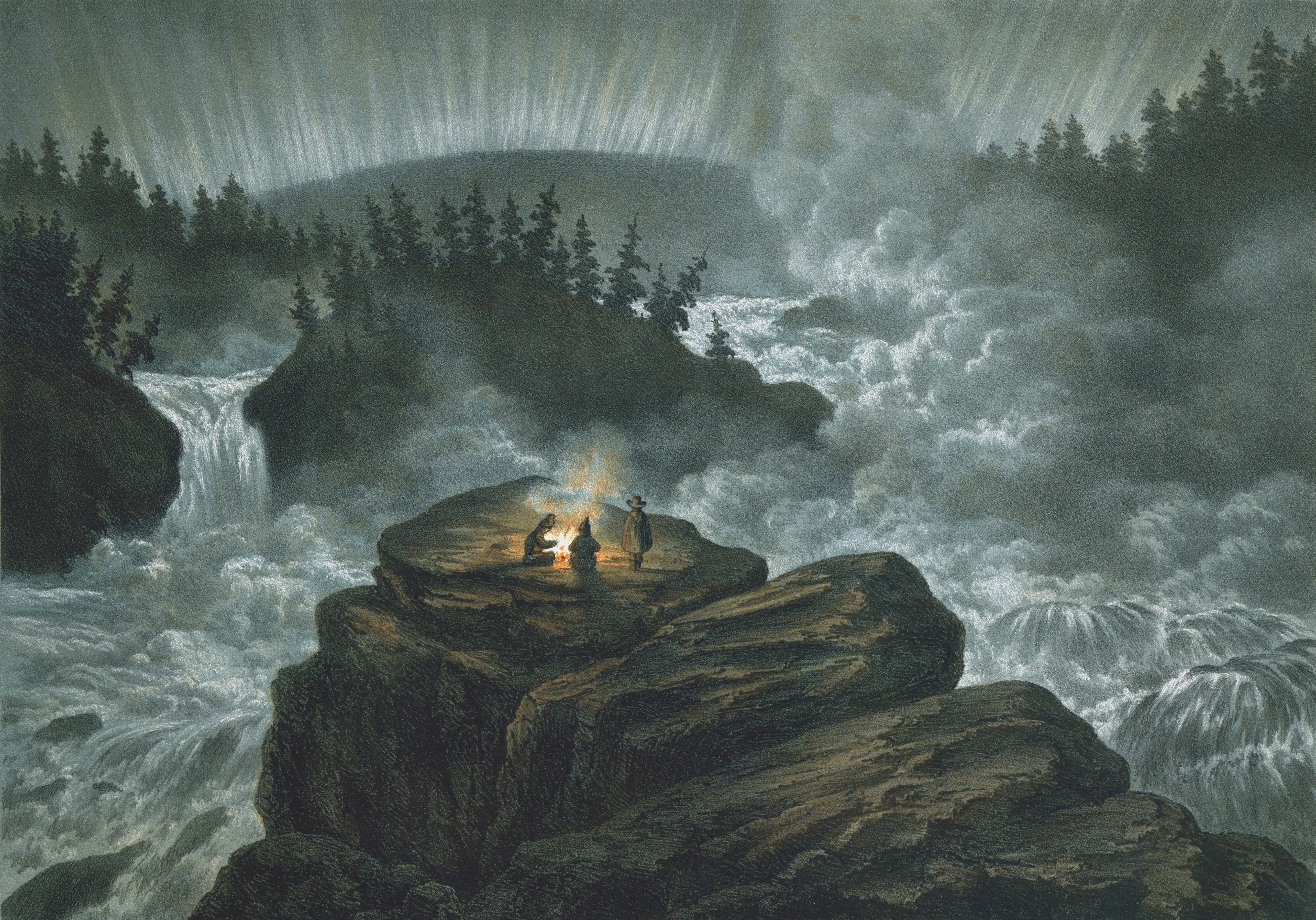
Harsprånget 1856 (Carl Svantje Hallbeck: "Njommelsaska i Lappland")

Luleälven prend sa source dans les montagnes à l'ouest de Gällivare, se dirige vers le sud-est à travers la Laponie en traversant une succession de lacs : Virihaure, Vastenjaure, Kutjaure, Stora Lule träsk, etc. Il y a de nombreuses chutes d'eau et des rapides tout le long du cours comme Stora Sjöfallet, haute de 36 mètres. Le fleuve poursuit son cours dans la province de Norrbotten et s'élargit significativement à partir de Sävast avant de se jeter dans le golfe de Botnie à Luleå.

## Hydrologie

### Principaux affluents
Le cours de Luleälven est divisé en deux : Stora Luleälven, le plus important, et Lilla Luleälven. On peut donc considérer que Lilla Luleälven est un affluent de Stora Luleälven.

## Production hydroélectrique
De nombreux barrages sont construits sur Luleälven :
| Barrage     | Année de construction | Production annuelle (GWh) | Puissance Maximale (MW) |
| ----------- | --------------------- | ------------------------- | ----------------------- |
| Ritsem      | 1977                  | 481                       | 320                     |
| Vietas      | 1971                  | 1123                      | 320                     |
| Porjus      | 1914                  | 1233                      | 465                     |
| Harsprånget | 1951                  | 2131                      | 830                     |
| Ligga       | 1954                  | 791                       | 324                     |
| Messaure    | 1963                  | 1827                      | 442                     |
| Seitevare   | 1967                  | 787                       | 225                     |
| Parki       | 1970                  | 85                        | 20                      |
| Randi       | 1976                  | 226                       | 86                      |
| Akkats      | 1973                  | 565                       | 158                     |
| Letsi       | 1967                  | 1850                      | 456                     |
| Porsi       | 1961                  | 1145                      | 280                     |
| Laxede      | 1962                  | 885                       | 200                     |
| Vittjärv    | 1974                  | 175                       | 30                      |
| Boden       | 1971                  | 455                       | 78                      |

## Provinces historiques et principales communes traversées
- Lappland : Vietas, Ruokto, Porjus, Vuollerim.
- Norrbotten : Harads, Boden, Luleå.

## Sources
- (sv) Données sur la longueur des fleuves de Suède
- (sv) Données sur le débit des fleuves de Suède
- (sv) Données sur la surface du bassin des fleuves de Suède